# 1749 у літературі

## Книги
- «Історія Тома Джонса, знайди» (англ. «The History of Tom Jones, a Foundling») — роман Генрі Філдінга.

### Нехудожні
- «Лист про сліпих у повчання зрячим» (фр. «Lettre sur les aveugles à l'usage de ceux qui voient») — атеїстичний твір Дені Дідро.

## Народились
- 28 серпня — Йоганн Вольфганг фон Гете, німецький поет, прозаїк, драматург, мислитель і натураліст.

## Померли
- 13 серпня — Йоганн Еліас Шлегель, німецький письменник, поет, драматург, літературний критик.